# Muutzizti
Muutzizti /od cora muuti =head,/ jedna od skupina pravih Cora Indijanaca nastanjenih nekada u središnjim predjelima planina Nayarit u meksičkoj državi Jalisco. Spominje ih Orozco y Berra (u Geog. 59, 1864.). 
Joseph de Ortega (u svome Vocabulario en Lengua Castellana y Cora, izdanom 1732.) njihov dijalekt naziva muutzicat, a ostala dva teacuacitzica (pleme Teacuacitzisti) i ateanaca (pleme Ateacari).

## Vanjske poveznice
- carta etnográfica de México  Arhivirana inačica izvorne stranice od 2. prosinca 2008. (Wayback Machine)